# Earl of Beverley
Earl of Beverley, in the County of York, ist ein erblicher britischer Adelstitel in der Peerage of Great Britain.

## Verleihung
Der Titel wurde am 2. November 1790 für Algernon Percy, 2. Baron Lovaine geschaffen. Er war der zweitgeborene Sohn von Hugh Percy, 1. Duke of Northumberland und hatte von diesem den Titel Baron Lovaine, of Alnwick in the County of Northumberland, geerbt, der diesem am 28. Januar 1784 mit einer besonderen Erbregelung zugunsten Algernons verliehen worden war.
Nach dem Aussterben der Nachkommenlinie des älteren Bruders des 1. Earls erbte sein Sohn, der 2. Earl, auch den Titel Duke of Northumberland nebst nachgeordneten Titeln. Das Earldom ist seither ein nachgeordneter Titel des jeweiligen Dukes.

## Liste der Barone Lovaine und Earls of Beverley

### Barone Lovaine (1784)
- Hugh Percy, 1. Duke of Northumberland, 1. Baron Lovaine (1714–1786)
- Algernon Percy, 2. Baron Lovaine (1750–1830) (1790 zum Earl of Beverley erhoben)

### Earls of Beverley (1790)
- Algernon Percy, 1. Earl of Beverley (1750–1830)
- George Percy, 5. Duke of Northumberland, 2. Earl of Beverley (1778–1867)
- Algernon Percy, 6. Duke of Northumberland, 3. Earl of Beverley (1810–1899)
- Henry Percy, 7. Duke of Northumberland, 4. Earl of Beverley (1846–1918)
- Alan Percy, 8. Duke of Northumberland, 5. Earl of Beverley (1880–1930)
- Henry Percy, 9. Duke of Northumberland, 6. Earl of Beverley (1912–1940)
- Hugh Percy, 10. Duke of Northumberland, 7. Earl of Beverley (1914–1988)
- Henry Percy, 11. Duke of Northumberland, 8. Earl of Beverley (1953–1995)
- Ralph Percy, 12. Duke of Northumberland, 9. Earl of Beverley (* 1956)

Titelerbe (Heir apparent) ist der Sohn des aktuellen Titelinhabers George Percy, Earl Percy (* 1984).